# Poway
Poway je město ve Spojených státech amerických. Nachází se v okrese San Diego County ve státě Kalifornie. Ve městě žije přibližně 49 tisíc obyvatel a jeho rozloha činí 101,4 km². Leží severovýchodně od San Diega a jižně od Escondida.
Své sídlo zde mají společnosti NimbleBit a SpaceDev. Městu se někdy přezdívá The City in the Country (město na věnkově). Největším zaměstnavatelem ve městě je společnost General Atomics Aeronautical Systems.

## Rodáci
- Scott Raynor (* 1978) – americký hudebník
- Christy Hemme (* 1980) – americká profesionální wrestlerka a modelka
- Tom DeLonge (* 1975) – americký hudebník, zpěvák, skladatel, autor, hudební producent, herec a filmař